# Federación Criadores de Caballos Raza Chilena

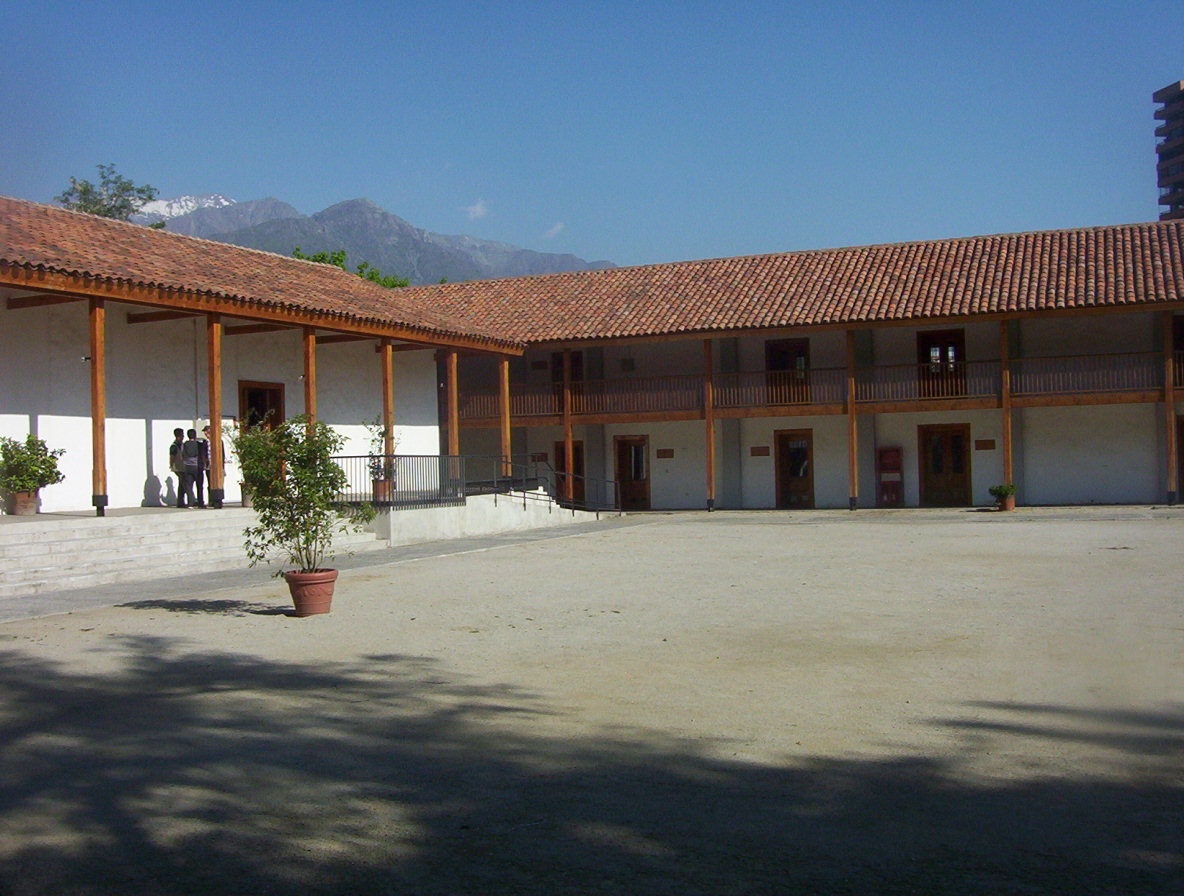
Casona de Santa Rosa de Apoquindo donde está la sede de la Federación.

La Federación Criadores de Caballos Raza Chilena es la responsable de preservar, reglamentar y difundir la crianza de los caballos chilenos en todo Chile. Esta federación fue fundada el 14 de junio de 1946 por un grupo de personas que se proponen reglamentar y precisar la crianza de caballos así como difundirla y mantenerla en el tiempo, además de controlar el rodeo en esos años. En un comienzo se llamó Asociación de Criadores de Caballares, siendo su primer presidente Alberto Echenique Domínguez.
La fundación de los registros de caballos chilenos data de 1893 y es la Sociedad Nacional de Agricultura la entidad que desde esa fecha actúa como conservador de los registros genealógicos del caballo chileno. Por decreto supremo esta raza está a cargo de esta federación. Esta federación controla que los caballos ocupados en los rodeos sean estrictamente de raza chilena.
La Federación de Criadores, reúne en su seno a 32 asociaciones de criadores en Chile y una en Brasil. La federación lleva a a cabo un calendario anual de exposiciones y rodeos para criadores; en conjunto con las municipalidades de La Reina, Las Condes, y Vitacura, ha organizado desde 1995 en el parque Padre Hurtado la «Semana de la Chilenidad», cuyo principal objetivo es resaltar la cultura, la tradición y los valores del campo chileno, especialmente del huaso y su caballo.
El actual presidente de esta federación es Ignacio Rius García.
En 2000 esta federación ganó el Premio a lo Chileno otorgado por Iansa.
El caballo chileno es utilizado en distintas disciplinas deportivas ecuestres como Rodeo, Rienda Chilena, Rienda Internacional o Reining, Enganche, Barrilete, Aparta de Ganado, Enduro y Equitación.

## Presidentes
- Alberto Echenique Domínguez (Criadero Idahue) 1946-1950
- Guillermo Aguirre Ureta (Criadero El Parrón)1950-1954
- Juan Luis Urrutia Prieto (Criadero El Sauzal) 1954-1960
- Fernando Hurtado Echenique (Criadero Los Maquis) 1960-1968
- Gonzalo Pérez Llona (Criadero Chena) 1968-1973
- Alberto Araya Gómez (Criadero La Invernada) 1973-1977
- Arturo Correa Sota (Criadero El Trapiche) 1977-1987
- Pascual Barburizza Raic (Criadero Huelequén) 1987-1988
- Agustín Edwards Eastman (Criadero Santa Isabel) 1988-2013
- Luis Muñoz Rojas (Criadero Santo Tomás) (2013-2018)
- Alfredo Moreno Echeverría (2018-2021)
- Marco Antonio Barbosa (Interinato en 2021)
- Ignacio Rius García (2021-2024)
- Roberto Standen Pérez (2024-actualidad)

## Página web
Su sitio en internet CaballoyRodeo  es un diario electrónico de noticias de rodeo y crianza que mantiene en conjunto con la Federación del Rodeo Chileno. Su editor es el periodista Antonio Arancio Gálvez.